# Thomas Gipson
Thomas Allen Gipson (Dallas, 11 gennaio 1993) è un cestista statunitense.
Il fratello, Trevis, gioca per i Seattle Seahawks della NFL.